# Johannes Scheyring (Jurist)

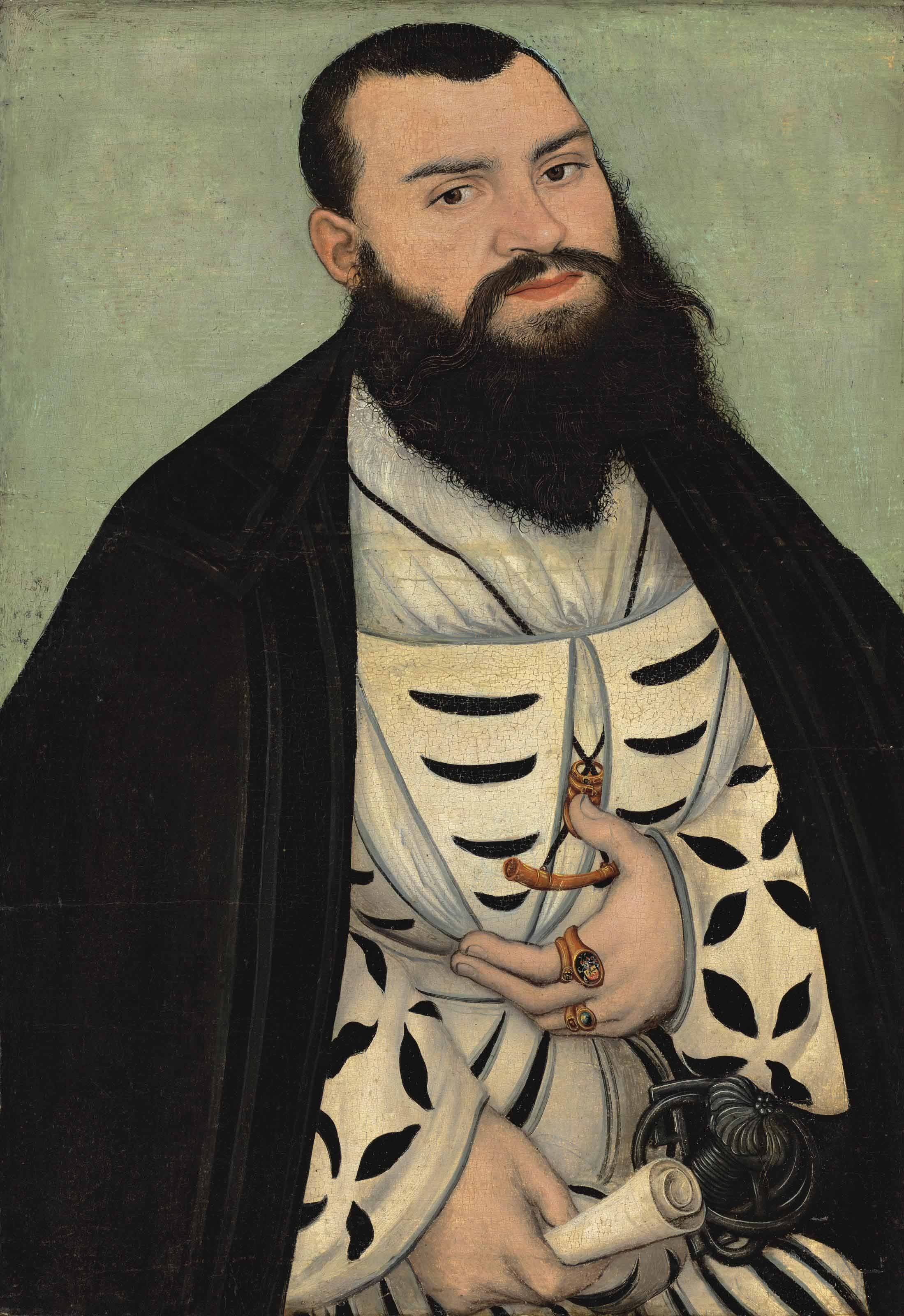
Johann Scheiring, Gemälde von Lucas Cranach d. Ä. von 1534

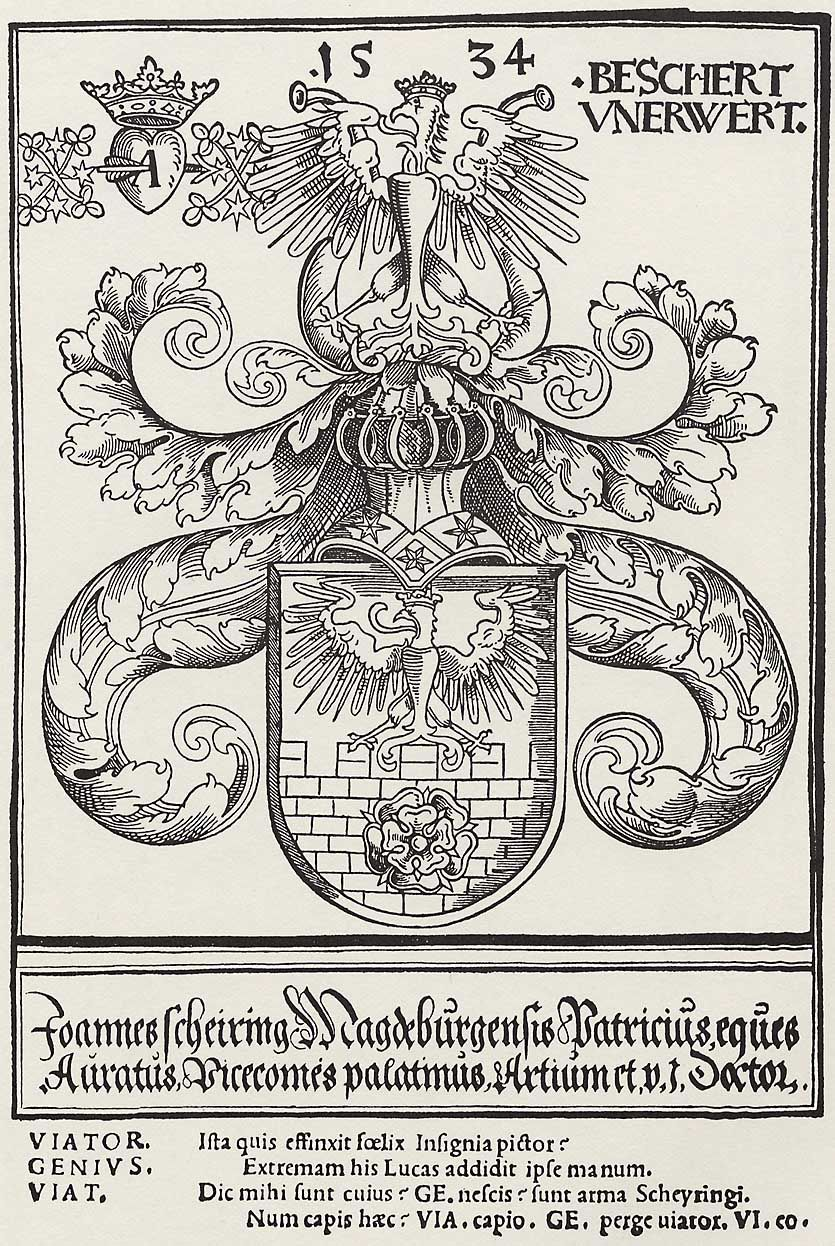
Wappen Johannes Scheyrings (Holzschnitt von Lucas Cranach dem Älteren)

Johannes Scheyring (auch Johann Zyringk bzw. Ziering; * 10. März 1505 in Magdeburg; † 8. Mai 1555 ebenda) war Doktor der Rechte, ab 1535 Rat des Herzogs von Braunschweig, 1539/42 Bürgermeister von Magdeburg und 1551 Kanzler des Herzogs von Mecklenburg in Schwerin.

## Leben
Er war ein Neffe des gleichnamigen Magdeburger Domherren Johannes Scheyring (1454–1516) und studierte ab 1521 in Leipzig, später in Wittenberg. Von 1531 bis 1533 studierte er in Bologna und Siena Rechtswissenschaften. 1533 kehrte er nach Magdeburg zurück, wo er 1535 Anna (oder Margareta) Alemann heiratete. 1536 war er Rat des Herzogs Heinrich von Braunschweig und Rat des Erzbischofs Christoph von Bremen. 1539 und 1542 wird er als erster Bürgermeister von Magdeburg genannt. Er ließ 1539 den Magdeburger Roland erneuern und zählte zu den protestantischen Abgeordneten, die 1540 zu Kaiser Karl V. nach Gent entsandt wurden. Nachdem er 1543 in mecklenburgische Dienste getreten war, rückte er 1551 zum Kanzler des mecklenburgischen Herzogs in Schwerin auf. 1552 wird er wieder in Magdeburg als Geheimrat des Bischofs Joachim II. von Brandenburg und des Grafen Gebhard von Mansfeld genannt.

## Cranach-Porträt
Ein Cranach-Gemälde von 1534 kann aufgrund des Siegelrings des Dargestellten, der das 1534 von Cranach auch als Holzschnitt publizierte Wappen Scheyrings zeigt, und wegen der Übereinstimmung des Porträts mit einem weiteren Holzschnitt aus der Cranach-Werkstatt eindeutig als Scheyring identifiziert werden. Das Gemälde befindet sich seit geraumer Zeit in wechselndem Privatbesitz, zuletzt wurde es bei Christie’s in London für die Auktion 1537 am 8. Juli 2014 angeboten.